# Gullinkambi Saxum
Il Gullinkambi Saxum è una struttura geologica della superficie di 101955 Bennu.